# Église Saint-Germain de Sassierges-Saint-Germain
Pour les articles homonymes, voir Église Saint-Germain et Saint Germain.
L'église Saint-Germain de Sassierges-Saint-Germain est une église catholique française. Elle est située sur le territoire de la commune de Sassierges-Saint-Germain, dans le département de l'Indre, en région Centre-Val de Loire.

## Situation
L'église se trouve dans la commune de Sassierges-Saint-Germain, à l'est du département de l'Indre, en région Centre-Val de Loire. Elle est située dans la région naturelle du Boischaut Sud. L'église dépend de l'archidiocèse de Bourges, du doyenné de Châteauroux et de la paroisse de Saint-Vincent.

## Histoire
L'église fut construite au XIIe siècle. L'édifice est classé au titre des monuments historiques, le 10 juillet 1920.